# Гергелеу
Гергелеу (рум. Ghergheleu) — село у повіті Васлуй в Румунії. Входить до складу комуни Кодеєшть.
Село розташоване на відстані 296 км на північний схід від Бухареста, 23 км на північ від Васлуя, 35 км на південь від Ясс.

## Населення
За даними перепису населення 2002 року у селі проживали 470 осіб, усі — румуни. Усі жителі села рідною мовою назвали румунську.